# 巴朗容河畔讷维
巴朗容河畔讷维（法語：Neuvy-sur-Barangeon，發音：[nøvi syʁ baʁɑ̃ʒɔ̃]），法国中部市镇，位于中央-卢瓦尔河谷大区谢尔省，隶属于维耶尔宗区，其市镇面积为67.34平方公里，2022年1月1日时人口数量为1,114人，在法国城市中排名第9,217位。
巴朗容河畔讷维位于谢尔省西部，巴朗容河畔，多个方向的公路在此交汇。

## 地名来源
“Neuvy”一名的含义及来源尚有待考证；“-sur-Barangeon”（意为“在巴朗容河畔”）这一后缀于19世纪后添加。

## 历史
巴朗容河畔讷维的早期历史尚不清楚。根据当地官方网站的论述，巴朗容河畔讷维最初于公元992年被记载。1367年，讷维被贝里公爵约翰获得。1468年，讷维获得自由贸易宪章。1609年，讷维被拉沙特尔家族获得，后于1766年被法兰西王国大臣路易-加布里埃尔·迪比阿-南赛购买。1767年4月17日，讷维发生特大火灾，当地教堂及45处房屋被烧毁。法国大革命后，巴朗容河畔讷维成为谢尔省的一个市镇。1935年，巴朗容河畔讷维境内建成了一处新的小教堂。
在行政区划方面，巴朗容河畔讷维在1999至2019年间为森林村落市镇公共社区的办公驻地。

## 地理

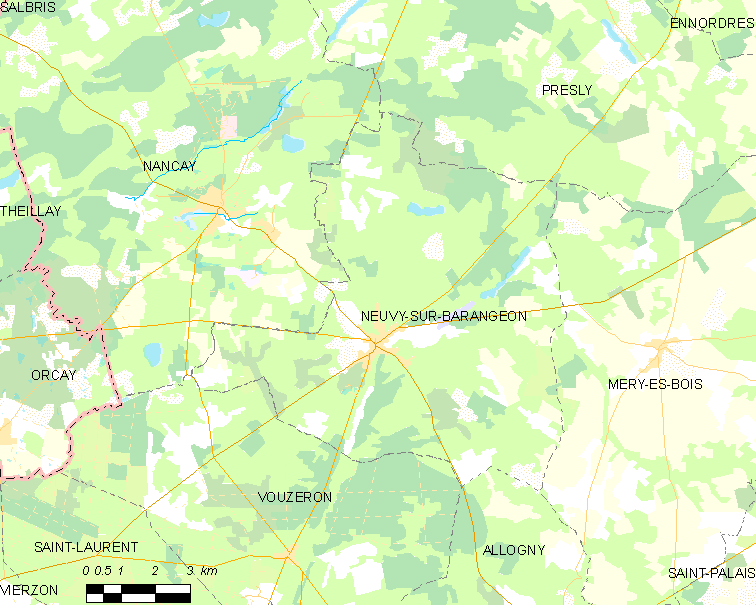
巴朗容河畔讷维市镇范围地图

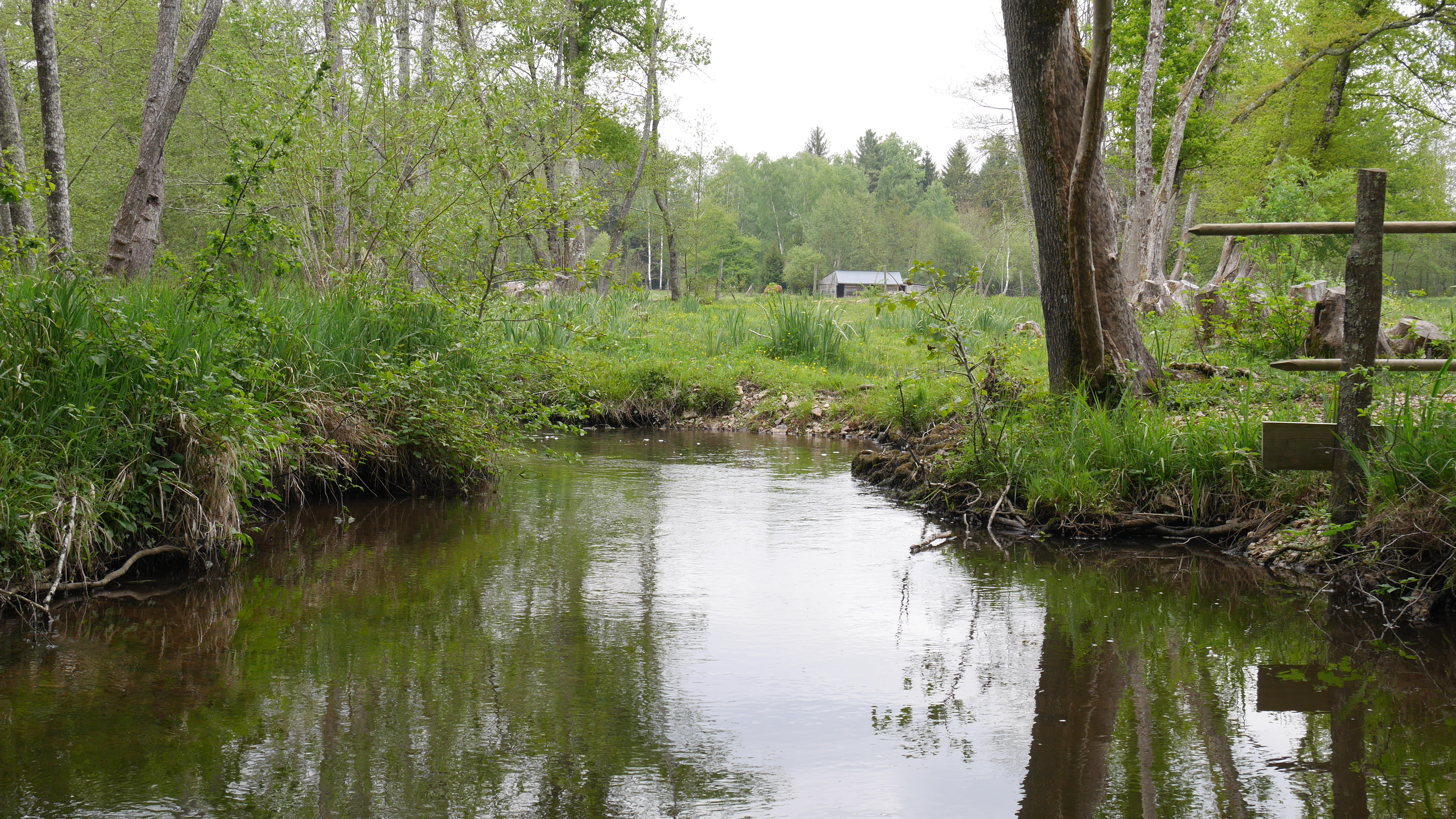
巴朗容河巴朗容河畔讷维段

巴朗容河畔讷维位于法国中部，中央-卢瓦尔河谷大区中南部和谢尔省西部，距离省会布尔日大约31公里。与巴朗容河畔讷维接壤的市镇包括：阿洛尼、普雷利、楠赛、梅里埃斯布瓦和武兹龙。

### 地形
巴朗容河畔讷维位于索洛涅腹地，境内以平原为主，市镇中心地势较为平坦，东南部地区略有起伏，全境海拔在129到242米之间。

### 水文
巴朗容河畔讷维位于卢瓦尔河流域范围内，巴朗容河自东北向西南流经讷维镇中心，此外当地还有多处水塘分布。

### 植被
巴朗容河畔讷维属于温带阔叶混交林区，索洛涅森林腹地，其市区被林地包围。
在鲜花城市的评比中，巴朗容河畔讷维暂未被评级。

### 气候
巴朗容河畔讷维在柯本气候分类法中属于温带海洋性气候（Cfb）。

## 行政区划
巴朗容河畔讷维的市镇编号为18165，邮政编号为18330。
在行政管理方面，巴朗容河畔讷维隶属于法国中央-卢瓦尔河谷大区谢尔省维耶尔宗区；在地方选举方面，巴朗容河畔讷维隶属于内尔河畔欧比尼县，其市镇范围全境被划入谢尔省第二选区；在社会管理方面，巴朗容河畔讷维是维耶尔宗索洛涅-贝里市镇公共社区的组成部分。
截至2024年2月，巴朗容河畔讷维市镇范围内暂无任何城市敏感街区及城市政策优先街区。
法国国家统计与经济研究所（简称）在进行数据统计时，未将巴朗容河畔讷维划入任何城市核心区（Unité urbaine）及城市区（Aire urbaine）。自2020年起，巴朗容河畔讷维城市区被划入包含20个市镇的维耶尔宗城市辐射区代替。此外，还将巴朗容河畔讷维市镇整体看作一个“块区”（IRIS），以便于统计人口分布情况。

## 交通

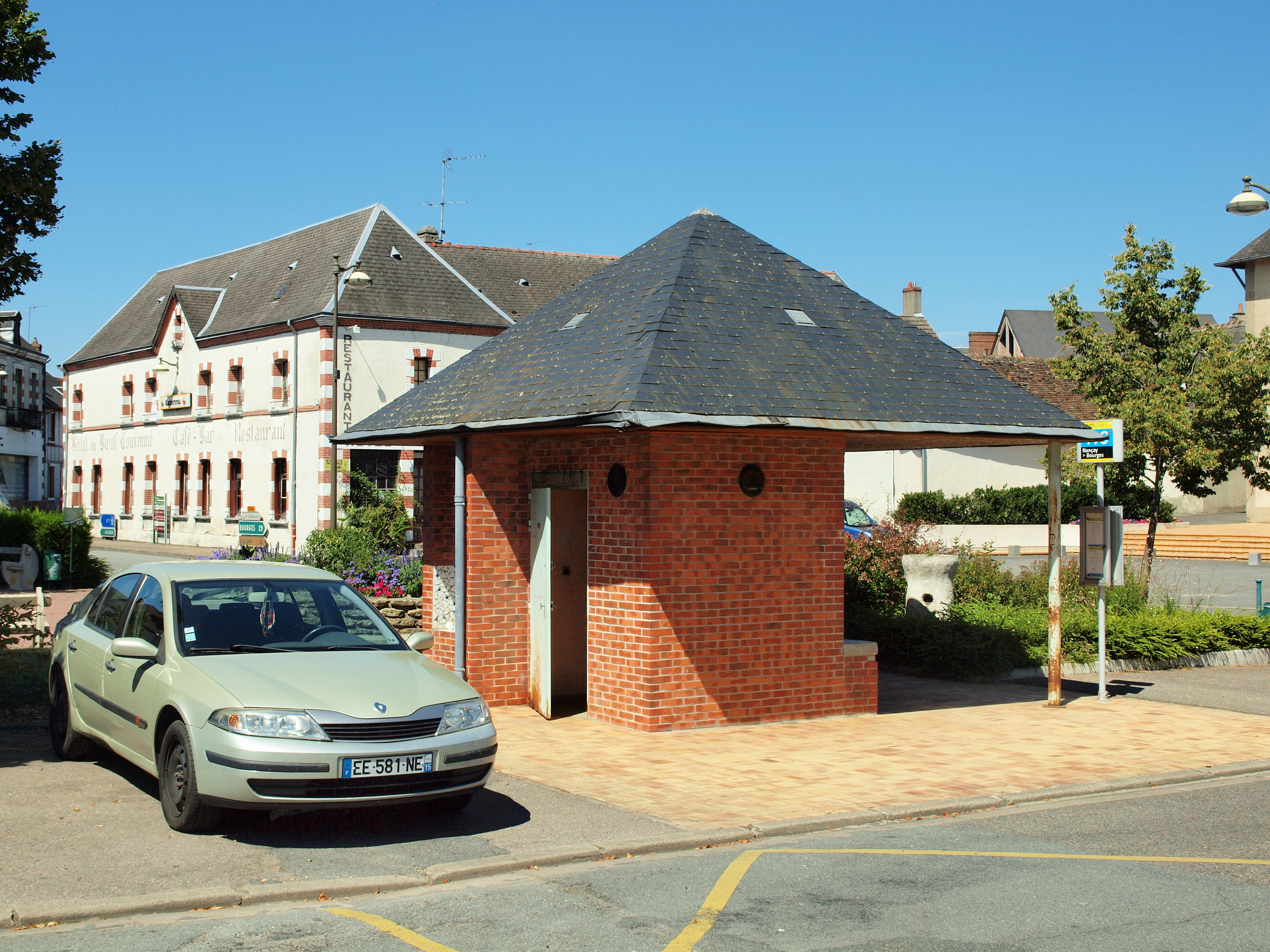
城际巴士停靠站

### 公路
谢尔省省道D22线、D30线、D79线、D926线和D974线在巴朗容河畔讷维境内交汇。中央-卢瓦尔河谷大区城际客运（商业名称为“Rémi”）下属的谢尔省城际客运190线经停巴朗容河畔讷维，可前往布尔日和楠赛。
2020年，61.3%的巴朗容河畔讷维家庭拥有至少一辆私人汽车。2020年，巴朗容河畔讷维境内共发生各类交通事故1起，造成2人受伤，其中1人重伤。
| 4 | 23 |

| 5 | 19 |

| 布尔日 | 31 |

| 萨尔布里 | 21 |

| 维耶尔宗 | 20 |

| 拉沙佩勒当日隆 | 15 |

| 内尔河畔欧比尼 | 25 |

| 泰耶 | 17 |

### 铁路
巴朗容河畔讷维距离维耶尔宗城站大约19公里，该站停靠前往巴黎、里昂、南特、图卢兹等地的城际列车以及前往奥尔良、图尔、利摩日、讷韦尔和蒙吕松五个方向的区域列车。

### 航空
巴朗容河畔讷维距离沙托鲁机场和图尔机场的公路里程分别大约77公里和147公里。

### 城市公共交通
截至2024年2月，巴朗容河畔讷维暂无城市公共交通系统。

## 政治

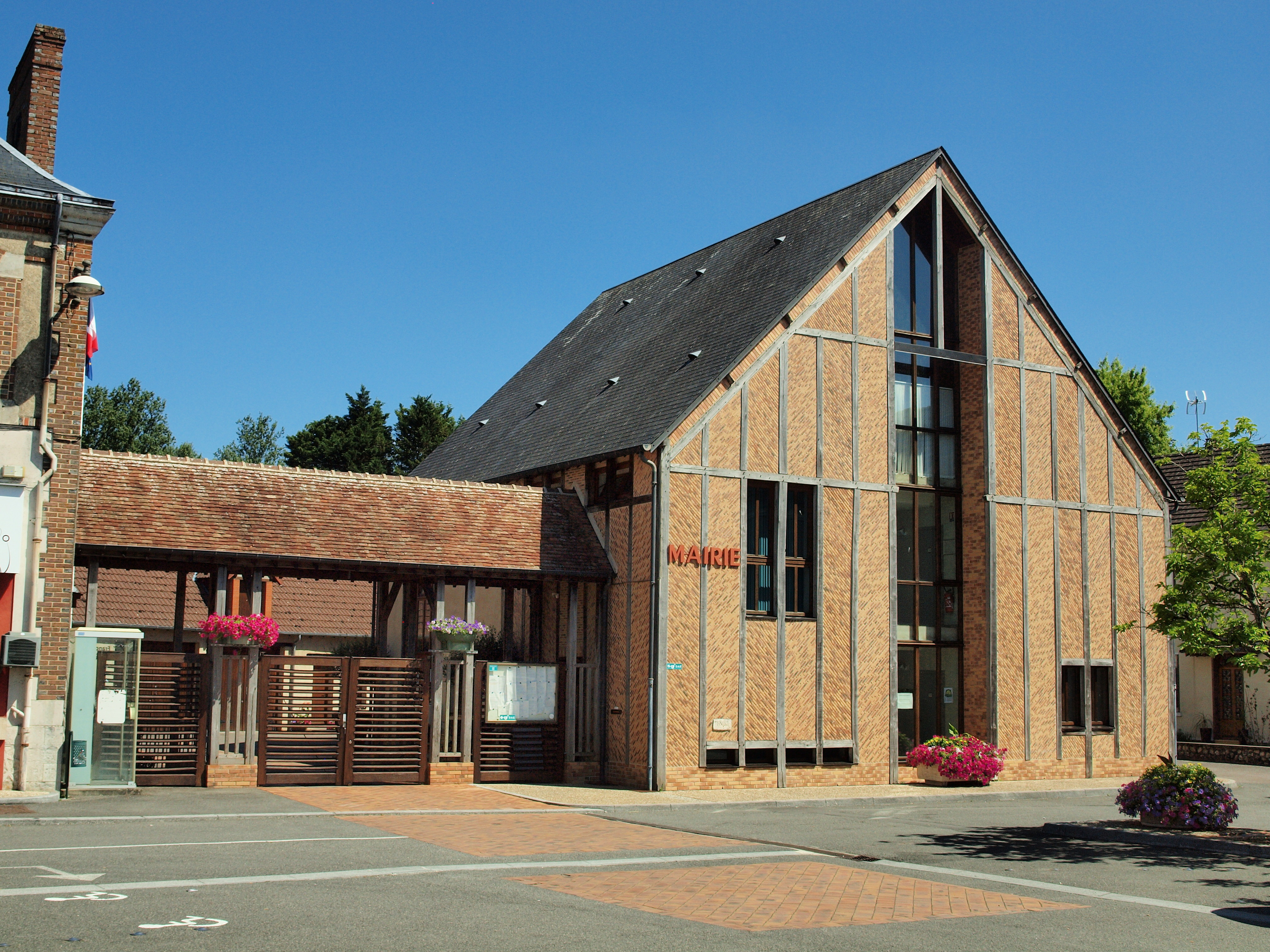
巴朗容河畔讷维市政厅

巴朗容河畔讷维的现任市长为玛丽-皮埃尔·卡萨尔女士（Marie-Pierre CASSARD），她是一名无党派人士，在2020年的市政选举中获得了67.14%的支持率。
在2022年的法国总统大选的第二轮选举中，法国极右翼政党国民阵线主席玛丽娜·勒庞在巴朗容河畔讷维获得了57.12%的支持率。

## 人口
2021年，巴朗容河畔讷维市镇人口数量为1,101，在法国排名第9,217位。其中男性529人，女性577人，75岁及以上人口占14.8%，外籍人口数量为12人，人口密度为16人/平方公里，当地居民被称为（男性）或（女性）。2022年，巴朗容河畔讷维境内出生12人，死亡人口31人。
| 巴朗容河畔讷维1901年－2021年人口变化情况 |
|                                          |
| 数据来源：Cassini、INSEE                 |

## 经济
截至2024年2月，巴朗容河畔讷维市镇范围内共有各类用人单位（包含自雇）144家，比上一年同期减少7家，平均历史为17年，均为中小型企业（PME），2023年12月至2024年2月间，当地的经济活力指数为0。

## 财政与居民收入
2022年，巴朗容河畔讷维的财政收入总额为940,670欧元，财政支出总额为981,140欧元，当年的债务总额为290,890欧元。2022年，巴朗容河畔讷维市镇通过增值税获得15,760欧元的收入，此外当地还共获得了17,460欧元的国家直接财政补助。
| 巴朗容河畔讷维居民收入情况                       | 巴朗容河畔讷维居民收入情况 | 巴朗容河畔讷维居民收入情况 | 巴朗容河畔讷维居民收入情况 |
| 内容                                             | 巴朗容河畔讷维             | 法国                       | 统计年份                   |
| ------------------------------------------------ | -------------------------- | -------------------------- | -------------------------- |
| 征税家庭总数                                     | 564                        | 1,081（法国市镇平均）      | 2022年                     |
| 居民平均月收入                                   | 2,546欧元                  | 2,435欧元                  | 2022年                     |
| 高级职员人均月收入                               | 不详                       | 4,331欧元                  | 2021年                     |
| 中级职员人均月收入                               | 不详                       | 2,470欧元                  | 2021年                     |
| 普通职员人均月收入                               | 不详                       | 1,801欧元                  | 2021年                     |
| 贫困率                                           | 不详                       | 14.5%                      | 2020年                     |
| 青壮年（15至64岁）失业率                         | 11.3%                      | 7.4%                       | 2020年                     |
| 征税家庭数量占比                                 | 40.8%                      | 45.5%                      | 2020年                     |
| 家庭年均纳税                                     | 4,395欧元                  | 4,393欧元                  | 2022年                     |
| 资料来源：INSEE、L'Internaute、Le Journal du Net |                            |                            |                            |

## 社会事务

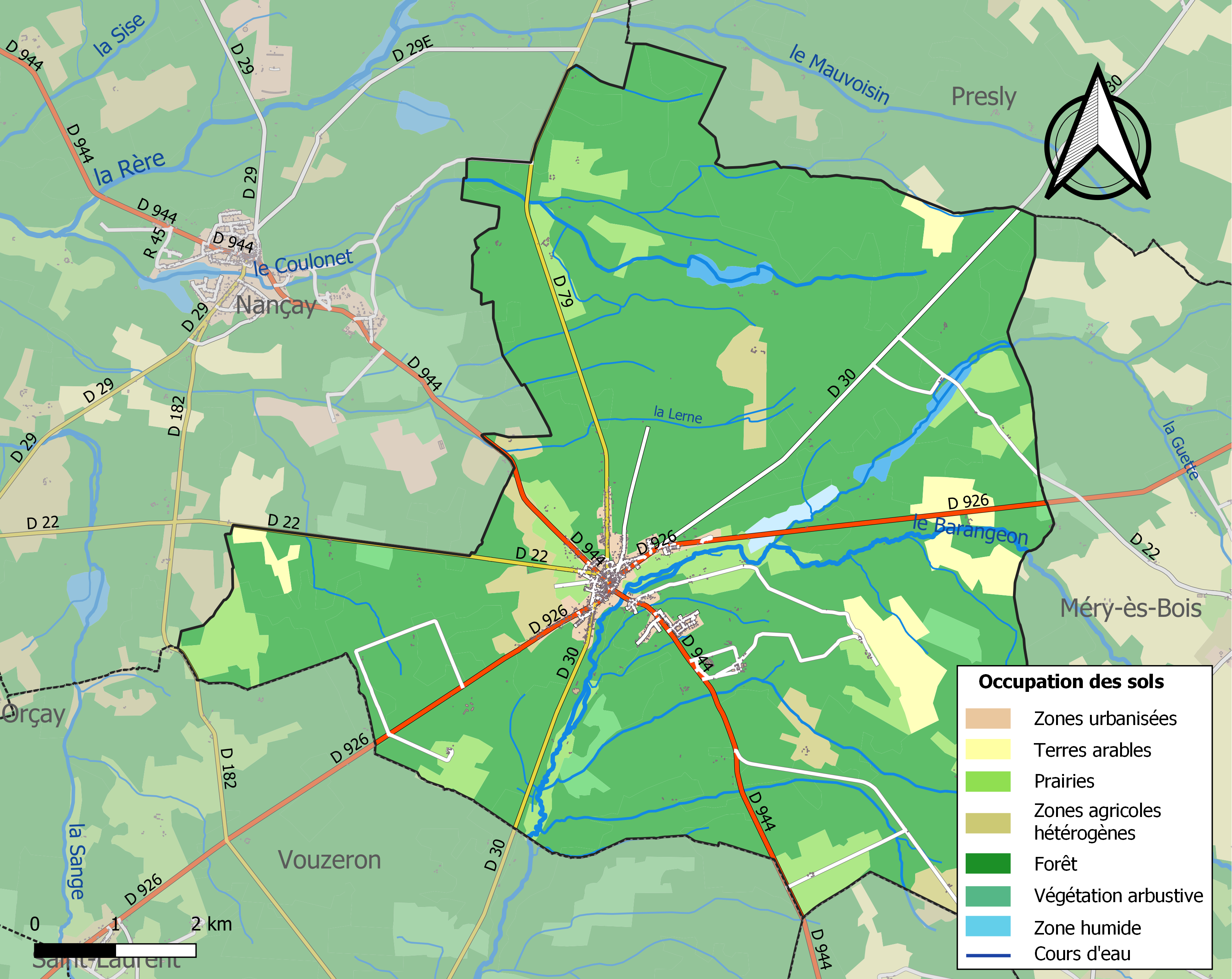
巴朗容河畔讷维土地利用情况地图

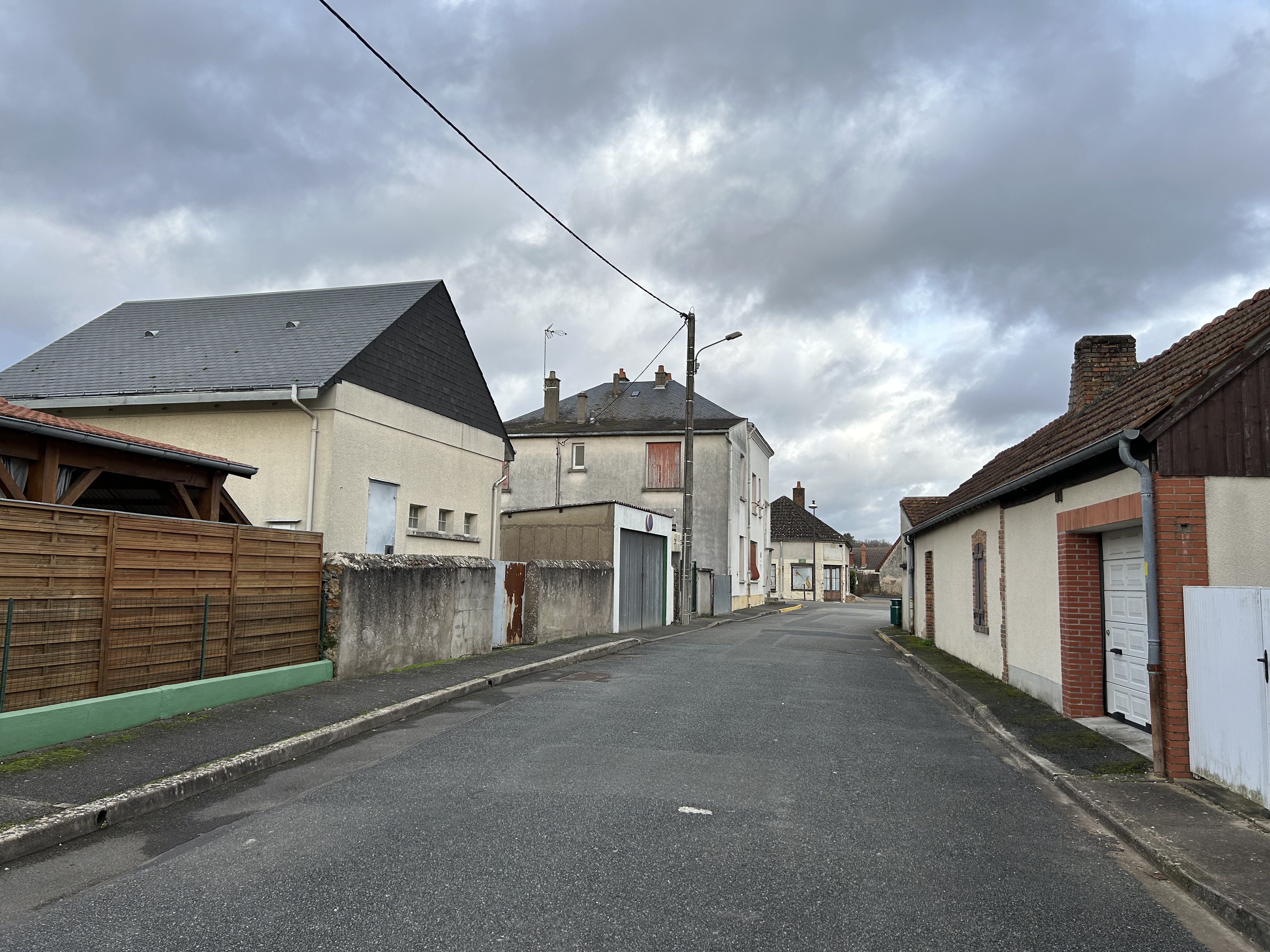
邮局街

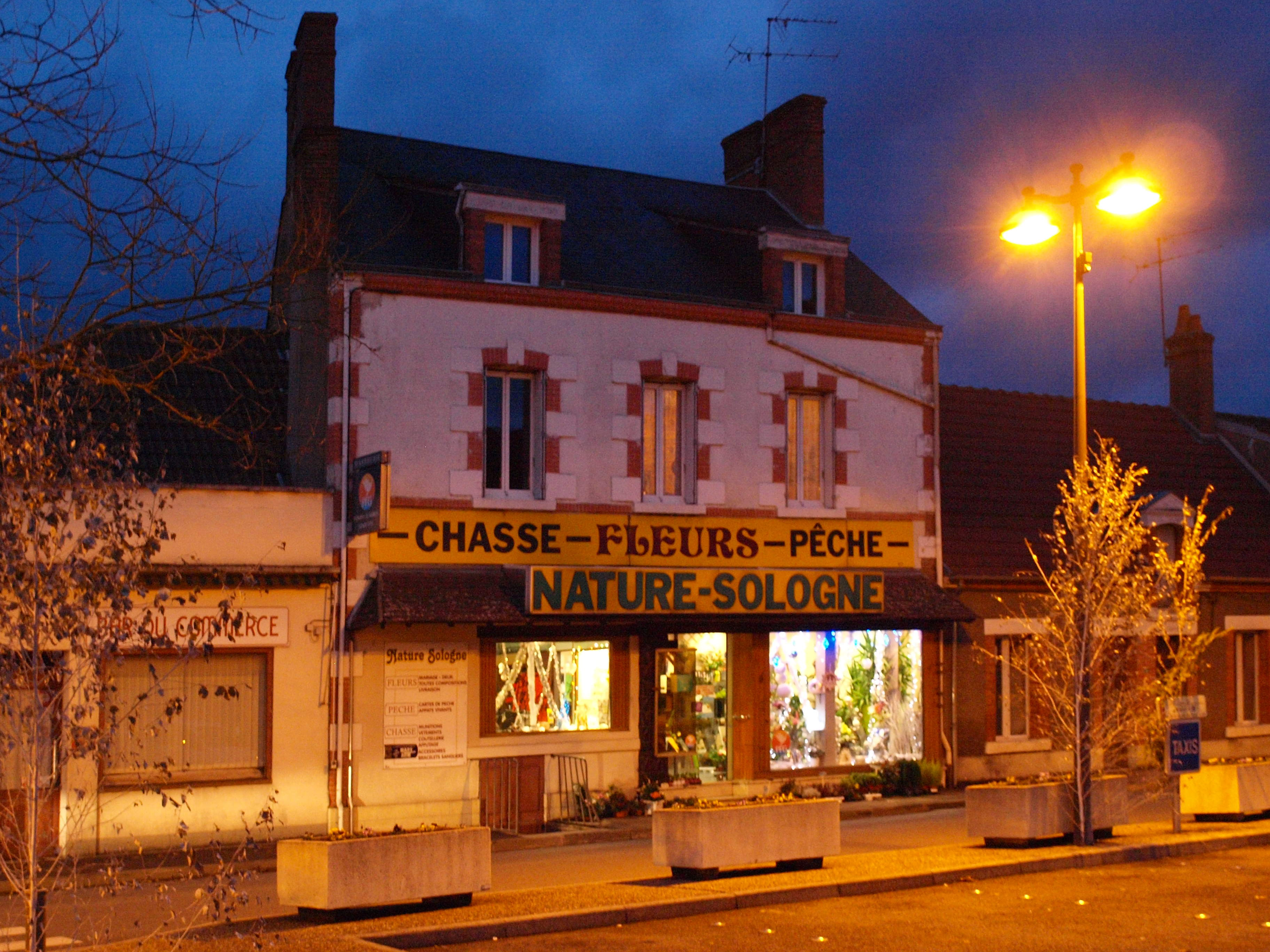
夜间的一处商铺

### 教育
巴朗容河畔讷维属于奥尔良-图尔学区。截至2021年1月1日，巴朗容河畔讷维境内暂无任何教育机构。

### 医疗
截至2021年1月1日，巴朗容河畔讷维境内共有全科医生2名、保健师6名、牙医1名和护士5名。境内共有药房1家、养老院1家、残疾人帮扶中心1家。
距离巴朗容河畔讷维最近的区域性医疗机构为维耶尔宗中心医院（Centre Hospitalier de Vierzon），其主病区莱奥·梅里戈医院（Hôpital Léo Mérigot）位于维耶尔宗市区，距离巴朗容河畔讷维市区的正常车程大约21分钟，该院设有床位125个，是维耶尔宗区内规模最大的公立综合性医院。

### 住房
2020年，巴朗容河畔讷维境内共有各类住房776套，其中94.6%为独立式住宅，5.4%为集中式住宅。常住房屋占巴朗容河畔讷维市镇范围内居民建筑总量的67.5%。
在住房保障政策方面，2022年，巴朗容河畔讷维境内共有55户家庭获得了住房经济补助，受益人数占总人口数量的5.0%，其中54份为房租补助。

### 商业
2021年，巴朗容河畔讷维境内共有各类实体商铺20家，其中餐厅2家、杂货店1家、面包房1家、肉铺1家、美容美发店2家、汽车维修店2家。

### 体育
2021年，巴朗容河畔讷维境内共有2处网球场以及1处足球或橄榄球场。
截至2024年2月，讷维老年足球俱乐部（Neuvy Vétéran Football，编号860585）是巴朗容河畔讷维境内唯一的一家注册足球俱乐部，其主队2023至2024赛季未参加任何足球联赛，其主场为市政球场（Stade Municipal）；楠赛-讷维-武兹龙体育会（Union Sportive Nançay Neuvy Vouzeron，编号860585）成立于1992年，其主队2023至2024赛季参加谢尔省足球联赛乙组（法国第十级别），其注册地及主场为位于楠赛境内的莱韦涅球场（Stade des Veignes）。

### 环境
巴朗容河畔讷维的环境事务由其所属的维耶尔宗索洛涅-贝里市镇公共社区联合各级政府协调负责。2021年，巴朗容河畔讷维境内暂无污染企业。

### 治安
2021年，巴朗容河畔讷维市镇范围内有1处宪兵队。
巴朗容河畔讷维及其附近的共55个市镇是维耶尔宗国家宪兵队（zone gendarmerie de Vierzon）的管辖范围。2020年，该宪兵队累计记录各类案件1,459起，其中盗窃类案件708起，经济类案件243起，毒品交易类案件64起。

## 文化

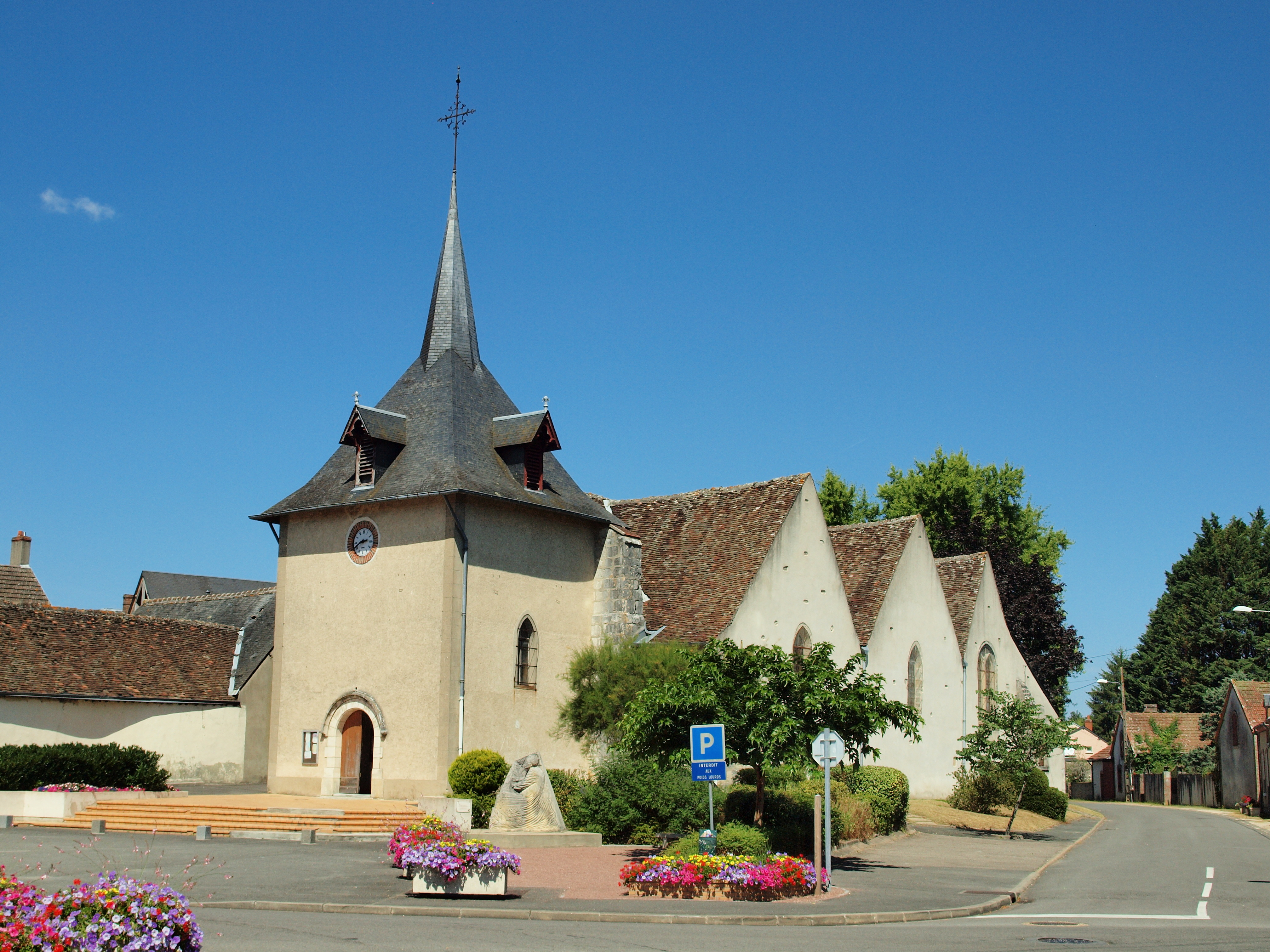
圣母教堂

2021年，巴朗容河畔讷维境内暂无任何文化设施。巴朗容河畔讷维境内建有市政图书馆（Bibliothèque municipale），每周一至四向公众开放。

### 建筑
巴朗容河畔讷维境内有多处历史建筑，其中圣母教堂（Église Notre-Dame de Neuvy-sur-Barangeon）、圣于贝尔城堡（Château de Saint-Hubert）等为法国国家文物保护单位。

### 旅游
巴朗容河畔讷维的旅游事务由其所属的维耶尔宗索洛涅-贝里市镇公共社区联合各级政府协调负责。2023年，巴朗容河畔讷维境内共有1家酒店共计9间房间。

### 媒体
法国主要的媒体均可在巴朗容河畔讷维接收，法国电视三台下属的中央-卢瓦尔河谷大区频道在部分时段播出巴朗容河畔讷维所在谢尔省的地方新闻。《贝里共和党人报》、蓝色法兰西贝里广播、震动广播等是当地主要的地方性媒体。

## 相关人物
法国自行车运动员让·格拉奇克出生于巴朗容河畔讷维。

## 友好城市
截至2024年2月，巴朗容河畔讷维暂未建立任何友好城市关系。